# Джон Фен
Джон Бенет Фен (на английски: John Bennett Fenn) е американски химик, професор по аналитична химия, лауреат на Нобелова награда за химия от 2002 г. Приносите на Фен са свързани с разработването на електроспрейната йонизация, която в днешно време намира широко приложение за масспектрометрия на големи молекули. Фен приключва кариерата си с над 100 публикации и една книга.

## Произход и образование
Фен е роден на 15 юни 1917 г. в Ню Йорк, но израства в Хакенсак, Ню Джърси. През годините, предшестващи Голямата депресия, бащата на Фен работи на няколко различни места, но с настъпването на депресията, семейството се премества в Береа, Кентъки, където леля му, преподаваща в Береа колидж, се съгласява да им помогне. Там той завършва средното си образование на 15-годишна възраст, но ходи на уроци през следващата година, преди да започне колеж на такава ранна възраст. В Береа получава бакалавърската си степен, като през лятото ходи на курсове по органична химия в Айовския университет и физикохимия в университета Пърдю.
Фен решава да усъвършенства математическите си умения и въпреки бъдещия си успех, той цял живот продължава да смята, че недостатъчно добрите му математически умения възпрепятстват кариерата му. След като кандидатства на няколко места, той е приет за асистент в Йейлския университет. През 1940 г. завършва докторантурата си по химия в Йейл.

## Научна дейност
След като завършва висшето си образование, първата работа на Фен е при Monsanto, където произвежда полихлорирани бифенили. Той обаче се чувства разочарован от насоката на работата там и напуска през 1943 г. След като за кратко работи за Sharples Chemicals, произвеждайки деривати на амил хлориди, през 1945 г. той се присъединява към свой бивш колега, за да се фокусира върху научноизследователска дейност. Чак през 1949 г. прави първата си публикация.
През 1952 г. е назначен в Принстънския университет като директор на проекта SQUID, който има за цел да насърчава проучванията, свързани с реактивните двигатели, и се финансира от военно-морския департамент на САЩ. През този период Фен започва да работи по разработването на източници на свръхзвукови атомни и молекулярни лъчи, които в днешно време се използват широко във физикохимичните изследвания. През 1967 г. се завръща в Йейл и служи едновременно в департаментите по химия и инженерство до 1987 г. Фен е полу-пенсиониран, когато за пръв път публикува откритията си относно електроспрейната йонизация. Той обаче чувства, че работата му получава „удар под кръста“ с появата на протеомиката. Методът му предоставя начин да се получи точна информация относно масата на голяма молекула много бързо, дори когато тя е в смес с други молекули. През 1987 г. достига възрастта за задължително пенсиониране в университета. Избран е за професор емерит, което му позволява да се ползва с офис в институцията, но му коства лабораторно оборудване и асистенти.
След спор с Йейлския университет относно принудителното му пенсиониране и правата му върху изобретяването на електроспрейната йонизация, Фен се премества в Ричмънд, Вирджиния, където се присъединява към департамента по химия на университета на общността на Вирджиния като професор по аналитична химия. Университетът основава департамент по инженерство в края на 1990-те години, а Фен служи и в него до смъртта си. Дори в напреднала възраст, Фен се възползва от възможността да провежда лабораторни изследвания. Въпреки късния си старт в изследователската работа, той публикува над 100 труда през живота си. За откриването на електроспрейната йонизация, той е удостоен с Нобелова награда за химия през 2002 г.
През 2005 г. спорът му с Йейлския университет относно патента на изобретението стига до съд, който отсъжда в полза на бившия му работодател.

## Личен живот
Фен се жени Маргарет Уилсън в края на втори курс. От нея има три деца. Маргарет загива в автомобилна катастрофа през 1992 г. в Нова Зеландия. Фен се жени повторно за жена на име Фредерика. Фен умира на 10 декември 2010 г. в Ричмънд, Вирджиния.